# کوگیو
کوگیو (به ژاپنی: 公卿 Kugyō) یک اصطلاح برای معدود مردان قدرتمند وابسته به دربار امپراتور ژاپن در دوران پیش از دوره میجی است. کوگیو به‌طور گسترده به دو گروه تقسیم شده بود: «کو» (公)، متشکل از دایجو-دایجین، سادایجین (وزیر چپ) و اودایجین (وزیر راست)؛ و «کی» (卿)، متشکل از دایناگون (مشاور اعظم)، چوناگون (مشاور میانه)، سانگی (ژاپن) (مشاور) و اعضای دربار از رتبه‌های سوم و بالاتر بود.